# Joseph Kranner

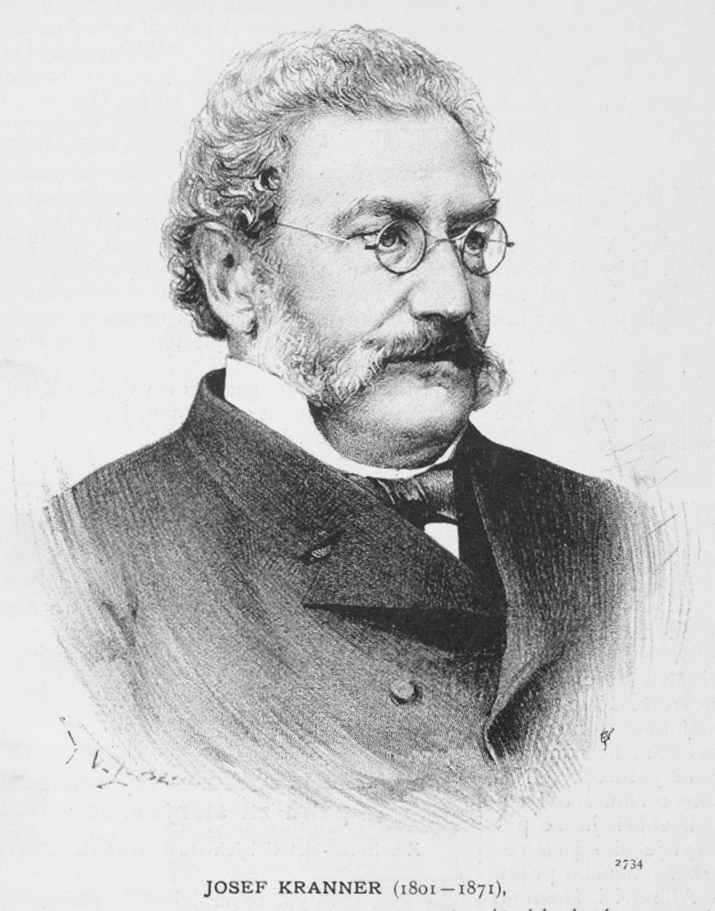
Joseph Kranner (Jan Vilímek 1888)

Joseph Kranner (* 13. Juni 1801 in Prag; † 20. Oktober 1871 in Wien) war der erste Dombaumeister des Prager Veitsdoms nach Wiederaufnahme der Bauarbeiten im 19. Jahrhundert.

## Leben
Kranner wurde als zehntes Kind des kaiserlichen Hof-Bau- und Steinmetzmeisters Johann Ludwig Kranner geboren. Er absolvierte eine Steinmetzlehre und besuchte zugleich das ständische Prager Technikum. Danach studierte er an der Akademie der Bildenden Künste Wien. 1822 reiste er zu Studienzwecken nach Venedig und Rom. Wegen seiner Körperkraft und seines Mutes galt er dort als  „Prager Herkules“. Über Marseille reiste Kranner 1824 nach Paris.
Kranners Erstlingswerk als Baumeister war die Gestaltung einer Familiengruft für den österreichischen Staatskanzler Fürst Metternich im Schloss Plaß.
1828 stellte er dieses Projekt zur vollen Zufriedenheit des Fürsten fertig. Im gleichen Jahr übernahm er die Werkstatt seines verstorbenen Vaters, die er modernisierte. U. A. führte er eine rationellere maschinelle Steinbearbeitung nach französischer Methode ein.
1830 erhielt er das Zeugnis der Befähigung für „eine Baumeisterstelle in der königlichen Hauptstadt Prag“; unter dem 19. August 1833 das „Bürgerrecht zum Betriebe des Baumeisterrechtes“ und unterm 2. März 1835 nach „probehältiger“ Verfertigung des auferlegten Meisterstückes die behördliche Anerkennung als „Steinmetzmeister der k. k. Hauptstadt“.
Das Interesse an den mittelalterlichen Bauten seiner Heimat verband Kranner mit dem Historiker František Palacký, dem Maler Joseph Hellich und dem angehenden Architekten Hermann Bergmann. Sie planten die Herausgabe eines Werkes über die Altertümer Böhmens, publizierten die von Erasmus Wocel und Hellich herausgegebenen „Archäologischen Blätter“ und gaben 1845 die „Grundzüge der böhmischen Alterthumskunde“ heraus.
Kranner gestaltete in der Folge den neugotischen Kranners Brunnen am Moldauufer, ein ebenso monumentales Treuedenkmal in Temesvár und trat auch ein für die vom kunstfreundlichen Domherrn Václav Michal Pešina gefasste Idee des Ausbaus des Prager Veitsdomes.
Im Gefolge der Ereignisse des Jahres 1848 verschärften sich in Böhmen die nationalen Gegensätze. Ein „Katholikenverein“, der jedoch bald aus der anfänglich religiösen Färbung in die tschechisch-nationale überging, schrieb einen Wettbewerb für eine Kyrill-und-Method-Kirche aus. Kranners neugotisches Projekt wurde dabei letztlich wegen seines angeblich „germanischen“ Stils abgelehnt.
Um 1855 war Kranner an der Bauleitung der Wiener Votivkirche beteiligt.
1859 fand die erste konstituierende Vereinsversammlung des Dombauvereins statt. In der zweiten Vollversammlung des nächsten Jahres, am 20. Oktober 1860 schlug Vorsitzender Graf Thun Kranner als Dombaumeister vor. Am 11. April 1861 erhielt er sein Ernennungsdekret. Der Generalversammlung vom 31. Mai 1867 legte Kraner das vollständige Projekt für den dreischiffigen Ausbau des Domes vor. Nach seinem Tod übernahm Josef Mocker die Bauleitung.